# Gouvernorat de Lattaquié
Le gouvernorat de Lattaquié est l'un des quatorze gouvernorats de Syrie ; il a pour capitale la ville de Lattaquié.

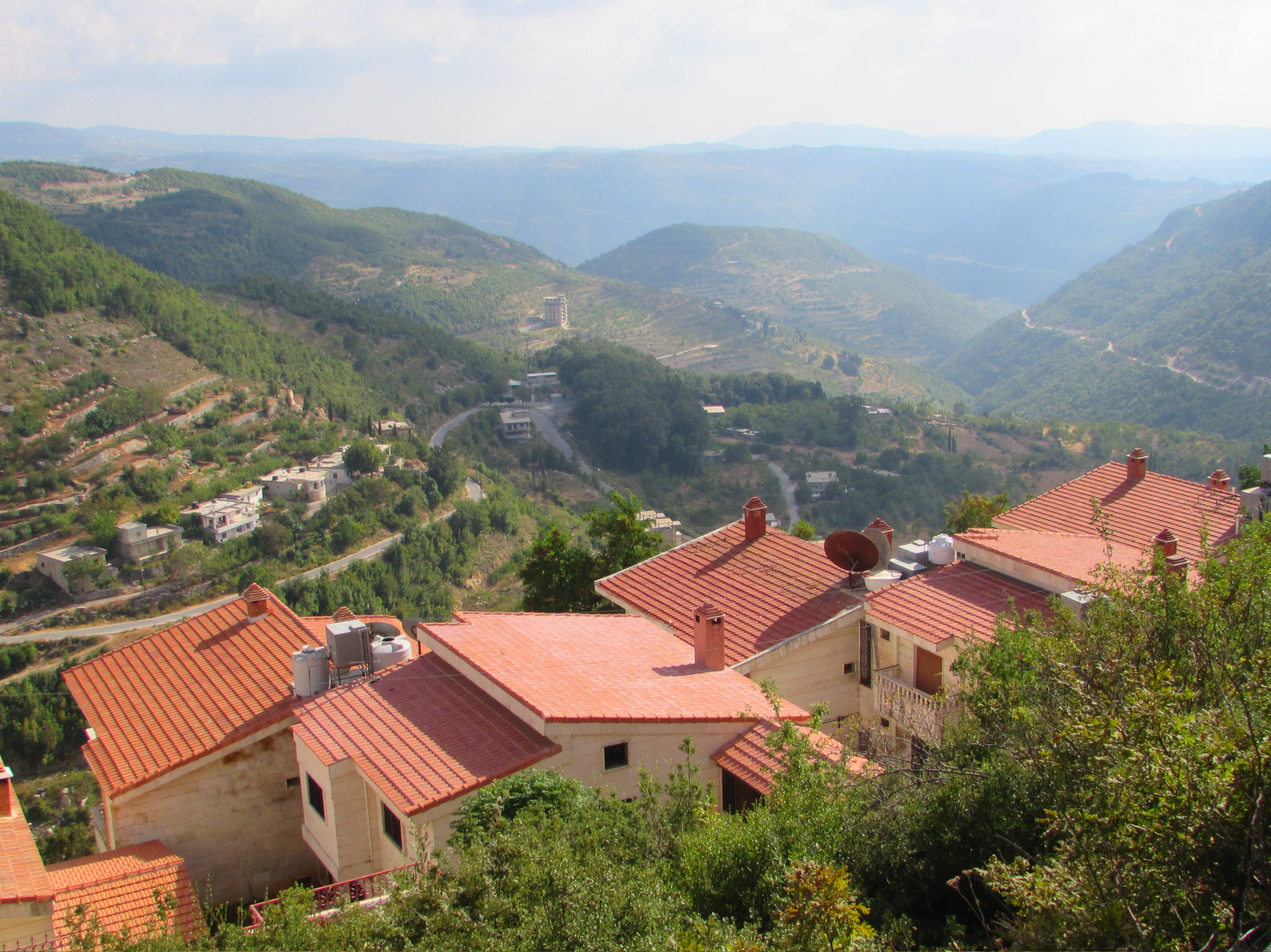
Slinfah, l'une des stations touristiques les plus célèbres de Syrie dans les montagnes côtières syriennes

## Districts
Le gouvernorat est subdivisé en quatre districts :
- District d'Al-Haffah (en)
- Jableh
- Lattaquié
- Qardaha